# Internationale Jeugdbibliotheek
De Internationale Jeugdbibliotheek in München, in het Duits Internationale Jugendbibliothek (IJB), is een bibliotheek die zich specialiseert in het verzamelen van kinder- en jeugdliteratuur van over de hele wereld, met als doel deze toegankelijk te maken voor het publiek, met een focus op de internationale gemeenschap. Deze bibliotheek is de grootste in haar soort ter wereld en is sinds juni 1983 gevestigd in Slot Blutenburg in de wijk Obermenzing in München. Voor die tijd was de bibliotheek gehuisvest in Schwabing.

## Profiel
De Internationale Jeugdbibliotheek is een centrum voor internationale kinder- en jeugdliteratuur. Ze organiseert voorleessessies, workshops, paneldiscussies, ontwikkelingsprogramma’s, tentoonstellingen en, met hulp van andere literaire instellingen, een forum voor internationale kinder- en jeugdliteratuur.
Sinds 2010 organiseert de bibliotheek het White Ravens Festival voor internationale kinder- en jeugdliteratuur, dat om de twee jaar plaatsvindt. In 2013 werd voor het eerst de James Krüss-prijs voor internationale kinder- en jeugdliteratuur uitgereikt, eveneens om de twee jaar, met als doel nieuw talent te ontdekken en erkenning te geven aan hun prestaties.
De White Ravens-aanbevelingslijst en het jaarboek Das Bücherschloss (Het Boekenkasteel) dragen bij aan het debat over internationale kinder- en jeugdliteratuur. Met de Arche Kinder Kalender (Arche Kinderkalender) verruimt de bibliotheek de culturele horizon van kinderen.
Via voorleesmomenten, schrijfworkshops en tentoonstellingsgerichte ateliers, evenals initiatieven voor literatuurmusea en kinderliteraire thema’s, is de bibliotheek een belangrijke partner geworden voor scholen en kinderopvangcentra. De kinderbibliotheek bevat meer dan 30.000 boeken en elektronische media in meer dan 20 verschillende talen, die gratis te leen zijn.

## Geschiedenis
De bibliotheek in München werd in 1949 opgericht door journaliste en auteur Jella Lepman. Het idee was een groot succes dankzij de jeugdboekententoonstelling in 1946, waarvan het tentoongestelde materiaal de basis vormde voor de collectie van de bibliotheek. Op 14 september 1949 opende de Internationale Jeugdbibliotheek haar deuren met een collectie van meer dan 8.000 boeken. Lepmans visie om via internationale kinder- en jeugdboeken tolerantie, verzoening en begrip voor andere levenswijzen en culturen te bevorderen, werd met veel belangstelling ontvangen. De bibliotheek fungeert sindsdien zowel als archief van een waardevolle en zeldzame collectie als ontmoetingsplek voor kinderen, en draagt actief haar idealen uit.

## Collectie
De internationale boekencollecties en historische verzamelingen van de bibliotheek zijn uniek in hun soort en worden in een wetenschappelijke leeszaal ter beschikking gesteld aan onderzoekers. Een beurzenprogramma voor buitenlandse wetenschappers, gefinancierd door het Duitse ministerie van Buitenlandse Zaken, ondersteunt onderzoek naar internationale kinder- en jeugdliteratuur, illustratie en stimuleert wetenschappelijke uitwisseling en internationale samenwerking.
De collectie omvat meer dan 600.000 kinder- en jeugdboeken in 150 talen, waaronder waardevolle historische kinderboeken. Daarnaast beschikt de bibliotheek over meer dan 30.000 titels aan internationale wetenschappelijke literatuur en zo'n 150 actuele vakbladen in meerdere talen. De catalogus is online beschikbaar, net als diverse aanbevelingslijsten.
De collectie wordt continu uitgebreid met nalatenschappen van onder meer James Krüss en Hans Baumann.

## Literatuurmusea

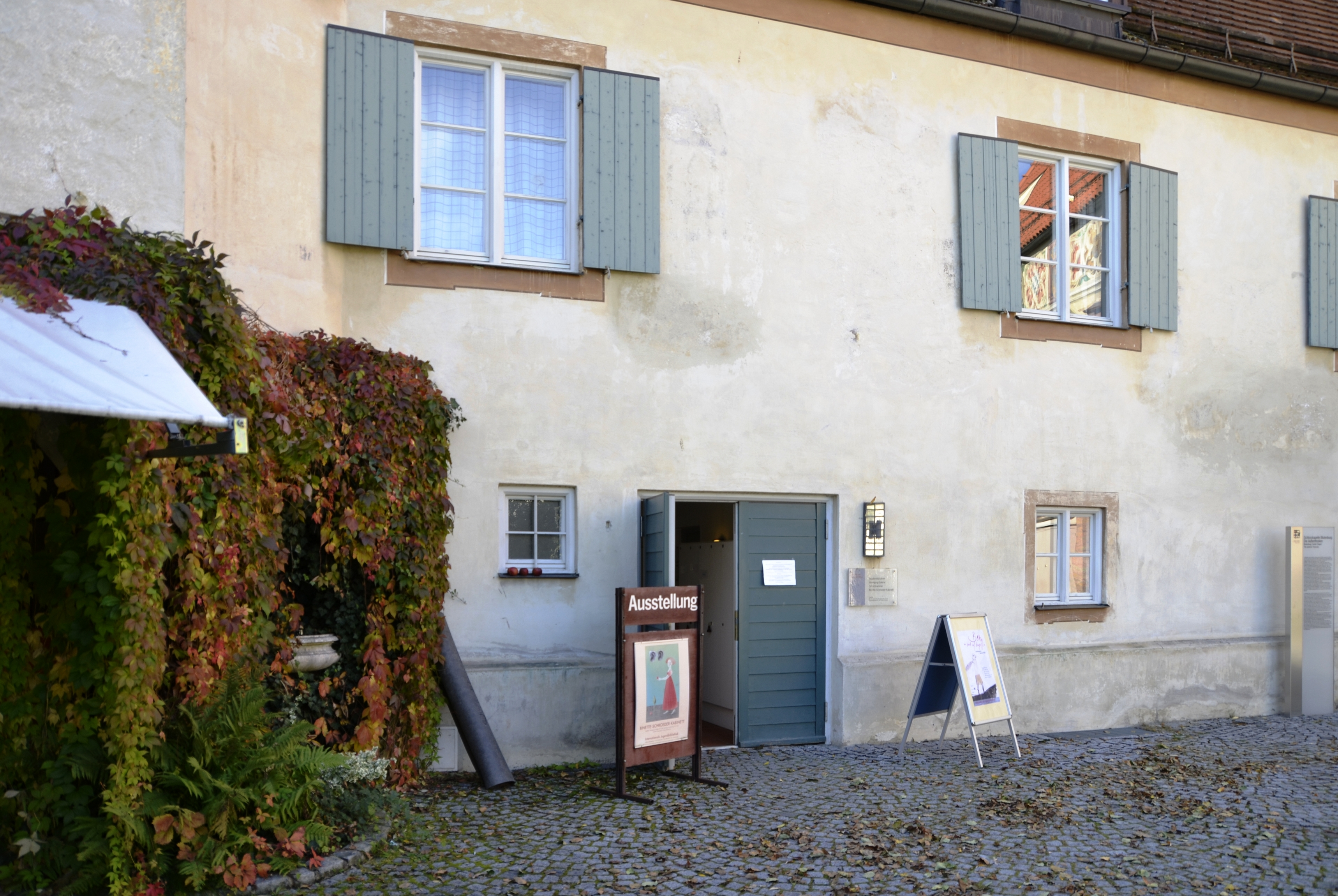
Ingang van het Binette-Schroeder-Kabinet